# Isabelle Molenberg
Isabelle Molenberg (Etterbeek, 21 februari 1970) is een voormalig Belgisch politica, die tot 2024 actief was voor DéFI.

## Levensloop
Molenberg studeerde rechten, tot 1990 volgde ze haar kandidatuur aan de Université Saint-Louis in Brussel en aan de Université Catholique de Louvain (UCL) doorliep ze haar licentie, die ze in 1993 voltooide. Van 1993 tot 2014 was ze advocate aan de balie van Brussel.
Tevens werkte Molenberg van 1993 tot 1995 als parlementair medewerker voor Antoinette Spaak, kopvrouw van het toenmalige FDF; van 1993 tot 1994 in de Kamer van volksvertegenwoordigers en van 1994 tot 1995 in het Europees Parlement.
Voor het FDF werd ze in oktober 1994 verkozen tot gemeenteraadslid van Sint-Lambrechts-Woluwe. Van januari 2001 tot december 2024 was ze er schepen, waarbij ze bevoegd was onder meer Gezin, Sociale Actie, Personen met een Handicap, Gezondheid, Gelijke Kansen en Tewerkstelling.
Daarenboven zetelde Isabelle Molenberg van juni 1995 tot juni 2014 in het Brussels Hoofdstedelijk Parlement en werd ze van daaruit afgevaardigd naar het Parlement van de Franse Gemeenschap, waar ze van 1999 tot 2004 zetelde en vicevoorzitter was van de commissie Gezondheid, Sociale Aangelegenheden, Sport en Jeugdhulp. Bij de Brusselse gewestverkiezingen van mei 2014 kwam ze niet meer op.
Bij de gemeenteraadsverkiezingen van oktober 2024 besliste Molenberg niet meer te kandideren op de Lijst van de Burgemeester, omdat ze niet meer kon vinden in de stijl van burgemeester Olivier Maingain, die ze als autoritair bestempelde, en de afbouw van sociale diensten in de gemeente. Ze kwam vervolgens als verruimingskandidaat op voor de liberale MR, waar ze lijstduwer werd. Molenberg raakte nog herkozen, maar besloot haar zetel in de gemeenteraad niet op te nemen en de lokale politiek te verlaten.